# Джеймс Моррісон (співак)
Джеймс Моррісон (англ. James Morrison; нар. 13 серпня 1984) — англійський автор-виконавець і гітарист, володар премії BRIT Awards.

## Раннє життя
Джеймс народився в місті Рагбі, Йоркшир, де був оточений музичним впливом його батьків; мати була прихильницею соулу, в той час як батько майбутнього співака любив слухати народну музику та кантрі. Коли Джеймсу виповнилось 13, він почав грати на гітарі, в цьому його допомагав рідний дядько. У підлітковому віці він займався музикою, коли жив в Порті, Ньюквей і Труро, Корнуоллі, в місцевому пабі під назвою Фенікс, заливши Watergate Bay. Він звик грати на гітарі під час прогулянки, дивлячись на пляж Порта. Джеймс отримав GCSE в Громадському коледжі Тревігласа. Після декількох років роботи над іншими піснями музикантів хлопець врешті-решт почав писати свої власні. Він приписує свій особливий голос суворому приступу коклюшу, який мало не вбив його, коли він був дитиною.
Моррісон говорить про своє дитинство називаючи його нещасливим, яке зазнало бідності та хвороб. Він сказав про своє рідне місто так: «найкраще, що у мене є — спогади про те, щоб я був дитиною там, і найгірше — спогади про те, що я був дитиною там». Коли Джеймсу було всього кілька тижнів, він захворів на коклюш. Лікарі дали 30 % того, що він виживе. Вони вважали, що якщо хлопчик виживе, його мозок буде серйозно пошкоджений. Співак говорить, що він «синів і перестав дихати, і лікарям довелося реанімувати мене чотири рази». Батьки майбутнього співака розлучилися, коли йому було чотири роки. Він страждав від низької самооцінки в школі, де став вигнанцем за прихильність до музики, а не спорту. Джеймс нарешті став упевненим, коли переїхав в Корнуолл в підлітковому віці, де люди краще розуміли його музичні нахили.
За словами співака, він був під впливом музики з самого раннього віку, слухаючи таких артистів, як Стіві Вандера, Отіса Реддінга, Ван Моррісона і Аль Гріна. Він сказав, що в перший раз, коли почув голос Стіві Вандера, він майже заплакав і з тих пір був зачарований тим, як той використовує свій голос.
Працюючи в Дербі, Моррісон знайшов ірландський бар під назвою «Райан», який проводить відкриту мікрофонну ніч по середах і неділях. Там Моррісон зустрівся з Кев Ендрюсом, який випустив його першу демо-запис і написав «One last chance» з Тімом Келліта з Simply Red та Olive.

## Кар'єра

### Прорив та альбом «Undiscovered»

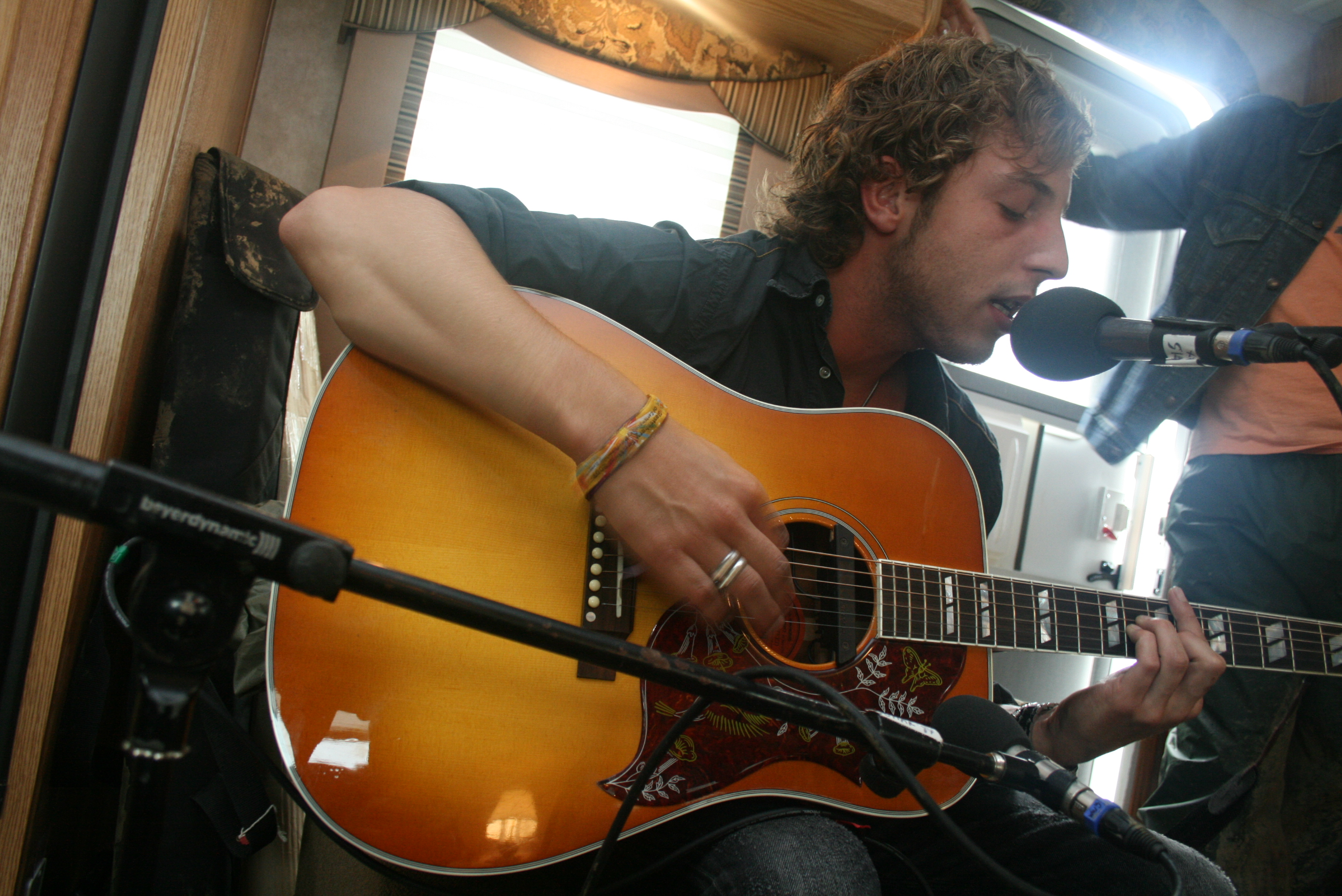
Джеймс Моррісон 24 червня 2007 року на Glastonbury Festival

Джеймс здобув успіх у всьому світі завдяки дебютному синглу «You Give Me Something», який досяг 2 місця в чартах Нідерландів і 5 у Великій Британії. Він випустив свій дебютний альбом «Undiscovered» 31 липня 2006 року. Альбом отримав в цілому позитивні відгуки з The Sun, де стверджується: «Альбом немає поганих композиції». Майже позитивний відгук від The Times: «„Undiscovered“ може виявитися найменш привабливою назвою для альбому протягом багатьох років». Альбом очолив чарт британських альбомів в перший тиждень свого випуску. Було розпродано більше мільйона копій по всьому світу до кінця 2006 року, що зробило Джеймса найбільш продаваним сольним співаком 2006 року у Великій Британії.
Другий сингл альбому — «Wonderful World» увірвався в першу десятку у Великій Британії після його єдиного релізу у форматі CD, який досягнув 8 місця. Пісня так само потрапила в нідерландські чарти, де досягла в 8 сходинки. 18 грудня 2006 року вийшов третій сингл співака «The Pieces Do not Fit Anymore». Він досяг 30 місця на його Батьківщині. Четвертим синглом альбому стала головна пісня — «Undiscovered», яка була випущена 13 березня 2007 року. Композиція досягла 63 місця в чартах.
Моррісон мав зіграти на фестивалі V в одному з невеликих наметів. Однак, глядачів було набагато більше, ніж очікувалося, і вони не могли всі вміститися в намет, виділений для нього. Джеймс також виконав «You Give Me Something» в 2006 році в телепрограмі Royal Variety Performance перед принцом Чарльзом та Каміллою, герцогинею Корнуольською. На фестивалі V у 2007 року він зіграв на головній сцені. Співак з'явився на Live з Abbey Road після його виступу вживу у студії Abbey Road 5 січня 2007 року.
Після виходу «Undiscovered», Моррісон вперше з'явився на національному телебаченні в Сполучених Штатах в Jimmy Kimmel Live! шоу. Альбом дебютував під 24 номером в США, а його копій продалося в 24 000 одиниць за перший тиждень.
У 2007 році виконавець був номінований на 3 нагороди BRIT і став Кращим британським співаком. 4 квітня 2007 року він був удостоєний звання артиста AOL Breaker, який був визнаний британською публікою.
Під час концерту Concert for Diana, присвяченого пам'яті Діани, принцеси Уельської, 1 липня 2007 він виконав пісні «Wonderful World» та «You Give Me Something» в честь принцеси. Влітку 2007 року Моррісон очолив Forestry Commission's Forest Tour. Його п'ятий британський сингл «One Last Chance» був випущений 2 липня 2007 року тільки для цифрового завантаження. Відео було показано на музичних каналах The Hits, The Box та Smash Hits, а зняте в Канаді у квітні 2007 року. 29 листопада 2007 року співак виступав в KL Convention Center для Acoustic Live & Loud KL '07; музичному фестивалі в Малайзії. Там Моррісон виступав разом з Ріком Прайсом і місцевою співачкою Dayang Nurfaizah.

### Альбом «Songs for You, Truths for Me»
Моррісон співпрацював з Джейсоном Мрезом створюючи трек «Details in the Fabric» для студійного альбому співака «We Sing. We Dance. We Steal Things», який був випущений 13 травня 2008 року.

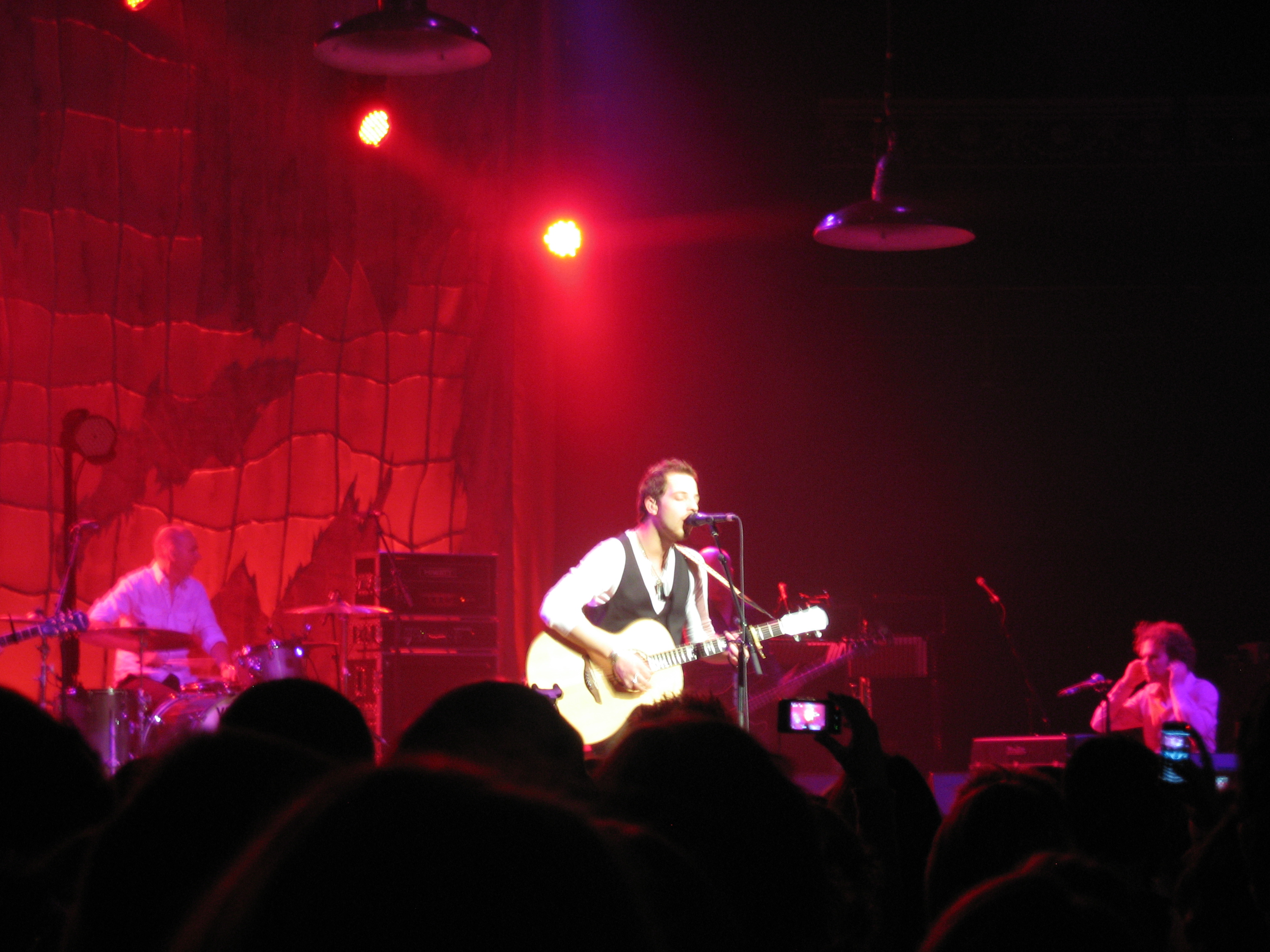
Джеймс Моррісон виступає в Лондонському королівському Альберт-Холі мистецтв і наук в 2009 році

29 вересня 2008 року вийшов другий альбом Моррісона «Songs for You, Truths for Me». В процесі написання цього альбому він працював з Райаном Теддером, Деном Вілсоном, Мартіном Терефе, Мартіном Браммером, Крісом Брайда і Стівом Робсоном. В альбомі також є дует з Неллі Фуртадо під назвою «Broken Strings», написаний спільно з Фрейзером Т. Смітом і Ніною Вудфорд. З жовтня 2008 року до кінця року Джеймс гастролював по всій Європі. Альбом сприйнявся публікою добре, потрапивши у трійку кращих британських чартів альбомів і провів 5 тижнів в першій десятці.
«You Make It Real» був випущений за тиждень до виходу альбому, в якості головного синглу. В рамках акції співак виконав сингл в GMTV, в «Live Lounge» Radio 1 та BBC Children in Need. Пісня дебютувала під номером 7 в британському чарті синглів. Сингл «You Make It Real» провів загалом вісім тижнів на графіку. Другий сингл альбому — «Broken Strings». Він був випущений 15 грудня 2008 року і увійшов в сингл-чартів під номером 73. Наступного тижня пісня піднялася до 4-го місця на різдвяному графіку 2008 року. Це зробило пісню «Broken Strings» найуспішнішим синглом Джеймса на сьогоднішній день у Великій Британії, так як 11 січня 2009 року він піднявся до другого місця. Найвищу позицію пісня здобула в німецькому чарті Top Top 100, де посіла перше місце.
Після успіху сингла «Broken Strings» альбом, який поступово спускався в чартах, зробив стрибок з сорока восьмої сходинки до двадцяти дев'ятої, а потім через два тижні знову увійшов до першої десятки під номером сім. Альбом знову піднявся на наступному тижні до четвертого місця і спустився на п'яте місце, через двадцять тижнів після випуску. З таким же успіхом альбом «Songs for You, Truths for Me» увійшов в чарти Ірландії. Після повного зникнення з Irish Albums Chart, він знову повернувся в чарт під номером 73. Через кілька тижнів позначка дійшла 13 місця. Наступного тижня альбом піднявся на вершину графіка, увійшовши до першої десятки під першим номером.
30 квітня 2009 року на офіційному сайті колективу Take That було оголошено, що Моррісон виступить разом з групою в деяких містах і проведе турне в 2009 році. Співак виступав, разом зі Гері Го на Sunderland Stadium of Light 5 червня, в Coventry Ricoh Arena 9 червня, на Cardiff Millennium Stadium 16 червня і 17, в Glasgow Hampden Park 20 червня, в Manchester Old Trafford Cricket Ground 26 червня і на стадіоні «Уемблі» в Лондоні 1 липня. У тому ж році Моррісон написав пісню «Watch and Wait» для німецького комедійного фільму «Чоловік в місті».
У 2010 році Джеймс написав пісню під назвою «Quello Che Dai» для італійського співака Марко Карта та його нового альбому «Il Cuore Muove».

### «The Awakening»
У 2010 році Моррісон оголосив, що працює над своїм третім студійним альбомом. В інтерв'ю в червні 2010 року він заявив: "Я занадто багато співав любовних балад. Я хочу зануритися трохи глибше від цього, і знайти більше сенсу. Я все ще не відчуваю себе досить впевнено, щоб писати самостійно, але це моя мета. Я просто переконую себе, що я недостатньо хороший. Є багато хороших співаків. Коли я працював з іншими людьми, я чув, як вони говорили: «Давайте спробуємо написати Джеймсу Моррісону приспів. Я хочу вдавати, що у мене немає альбомів взагалі і все почати спочатку».
Моррісон працював з Карою ДіоГуарді і Тобі Гадом для нового альбому. Він оголосив, що один з треків в альбомі назвав «The Awakening», сказавши: «Я хотів написати про ідею пробудження. Я написав пісню з цією назвою, і я дуже задоволений».
У травні співак заявив на своїй сторінці в Facebook, що майже закінчив альбом і скоро випустить його.
11 липня він заявив в Twitter, що новий альбом називається «The Awakening» і повинен вийти 26 вересня. Перший сингл — «I Won't Let You Go». Серед композиції є дует з Джессі Джей під назвою «Up». Що стосується лірики альбому, Моррісон визнав, що теми в піснях спираються на недавні події в його особистому житті, які включають в себе батьківство, втрату власного батька після довгої боротьби з алкоголізмом і депресією.
Співак працював над третім альбомом Демі Ловато «Unbroken», випущеним 20 вересня 2011 року.

### «Higher Than Here»
Четвертий студійний альбом співака «Higher Than Here» був випущений 30 жовтня 2015 року.
Головний сингл — «Demons», офіційна музична відеопрем'єра якого відбулася 10 вересня 2015 року. Прем'єра музичного відео для другого синглу «Stay Like This» відбулася 23 жовтня 2015 року. «I Need You Tonight» — третій сингл, що був випущений у якості музичного відео 6 березня 2016 року.

## Дискографія
Детальніше: Дискографія Джеймса Моррісона
- Undiscovered (2006)
- Songs for You, Truths for Me (2008)
- The Awakening (2011)
- Higher Than Here (2015)